# Touchback
Touchback, odłożenie – pojęcie w futbolu amerykańskim określające sytuację (z wyjątkiem touchdownu), w której piłka wpada na (lub przecina) pole punktowe drużyny broniącej i staje się martwa.
Aby doszło do odłożenia, piłka musi zostać zagrana przez drużynę atakującą. Gdy dochodzi do podobnej sytuacji (dead ball w polu punktowym lub poza nim), ale piłka zagrana jest przez drużynę broniącą, mamy do czynienia z safety i drużyna atakująca zdobywa punkty.
Do odłożenia może dojść po wykopie, wykopie z powietrza (punt), przejęciu lub wypuszczeniu.